# Responsabilité du fait des choses
La responsabilité du fait des choses concerne la situation dans laquelle un individu engage sa responsabilité civile à la suite d'un préjudice qu'il aurait causé à autrui par le biais d'une chose dont il aurait eu l'usage, la direction et le contrôle au moment du dommage.

## Droit par pays

### Droit français
En droit français, ce type de responsabilité est régi à l'article 1242 nouveau du code civil, qui dispose en son alinéa premier que :

« On est responsable non seulement du dommage que l'on cause par son propre fait, mais encore de celui qui est causé par le fait des personnes dont on doit répondre, ou des choses que l'on a sous sa garde »

— Article 1242 du Code civil, alinéa 1, version en vigueur depuis le 1er octobre 2016. Les autres alinéas de l'article 1242 traitent des dommages causés par les personnes dont on doit répondre.
Outre la loi, la jurisprudence a également rendu des arrêts définissant des règles concernant la responsabilité du fait des choses. Notamment, l'arrêt Teffaine (Cass. Civ., 16 juin 1896) affirme que la chose devient source de responsabilité si elle est manipulée par la main de l'homme et si elle présente un caractère dangereux, et l'arrêt Jand'heur (Cass., Ch. Réunies, 13 février 1930) permet à la Cour de cassation de structurer un système cohérent de responsabilité avec deux règles majeures : l'article 1242 nouveau (1384 ancien), alinéa 1er, attache la responsabilité à la garde de la chose et non à la chose elle-même, et pose à l'encontre du gardien une présomption de responsabilité. Dès lors celui-ci ne peut plus s'exonérer en prouvant qu'il n'a pas commis de faute personnelle et seule la cause étrangère peut l'en exonérer.

### Droit québécois (Canada)
En droit québécois, la responsabilité du fait des biens est prévue au troisième alinéa de l'article 1457 et aux articles 1465 à 1469 du Code civil du Québec. La règle générale de l'art. 1465 C.c.Q. est que « le gardien d’un bien est tenu de réparer le préjudice causé par le fait autonome de celui-ci, à moins qu’il prouve n’avoir commis aucune faute ». Les animaux ne sont pas des biens, mais l'art. 1466 C.c.Q. prévoit une règle similaire pour le propriétaire d'un animal : « Le propriétaire d’un animal est tenu de réparer le préjudice que l’animal a causé, soit qu’il fût sous sa garde ou sous celle d’un tiers, soit qu’il fût égaré ou échappé ». L'art. 1467 C.c.Q. oblige le propriétaire « de réparer le préjudice causé par la ruine, même partielle, de son immeuble, qu’elle résulte d’un défaut d’entretien ou d’un vice de construction ». L'art. 1468 C.c.Q. concerne la responsabilité du fabricant d'un bien meuble. L'art. 1469 C.c.Q. définit les circonstances où il y a défaut de sécurité du bien.
Il n'a pas de responsabilité personnelle pour les préjudices corporels qui résultent d'accidents automobiles, car le tout est pris en charge par le régime d'indemnisation sans égard à la faute de la Société de l'assurance automobile du Québec en vertu de l'article 83.57 de la Loi sur l'assurance automobile (ci-après LAA). La responsabilité pour les préjudices corporels du fait du véhicule ne vaut que pour les rares situations où le véhicule n'est pas du tout en utilisation (par ex. se blesser après avoir glissé devant un véhicule complètement à l'arrêt), car selon l'arrêt Westmount (Ville) c. Rossy, « la simple utilisation ou conduite du véhicule en tant que véhicule suffiront pour que la Loi s’applique ». D'après l'arrêt Godbout c. Pagé de la Cour suprême, même après un accident de la route, les intervenants qui commettent des fautes à l'égard d'un accidenté de la route ne sont pas responsables à titre personnel et la situation tombe sous le régime d'indemnisation sans égard de la faute de la LAA lorsque la situation résulte dans l'ensemble d'un « préjudice causé par une automobile ».